# Camp Municipal de Beisbol Carlos Pérez de Rozas
El camp de Beisbol Pérez de Rozas és un petit estadi de Beisbol situat a la ciutat de Barcelona dintre l'Anella Olímpica de Montjuïc, al costat de l'Estadi Lluís Companys. L'estadi va ser construït l'any 1990. El camp té una superfície d'uns 13.289m², una grada amb una capacitat d'un miler d'espectadors i una tribuna de 25 localitats. L'estadi és utilitzat per diversos equips, entre ells el Futbol Club Barcelona. El 2008 s'hi va celebrar la final four del campionat europeu de Beisbol.
El nom és en homenatge a Carlos Pérez de Rozas qui va ser un fotògraf i gran entusiasta del beisbol; va contribuir en la fundació de la Federació Espanyola de Beisbol.
El gestiona la Federació Catalana de Beisbol i Softbol.